# Raphaël Schellenberger

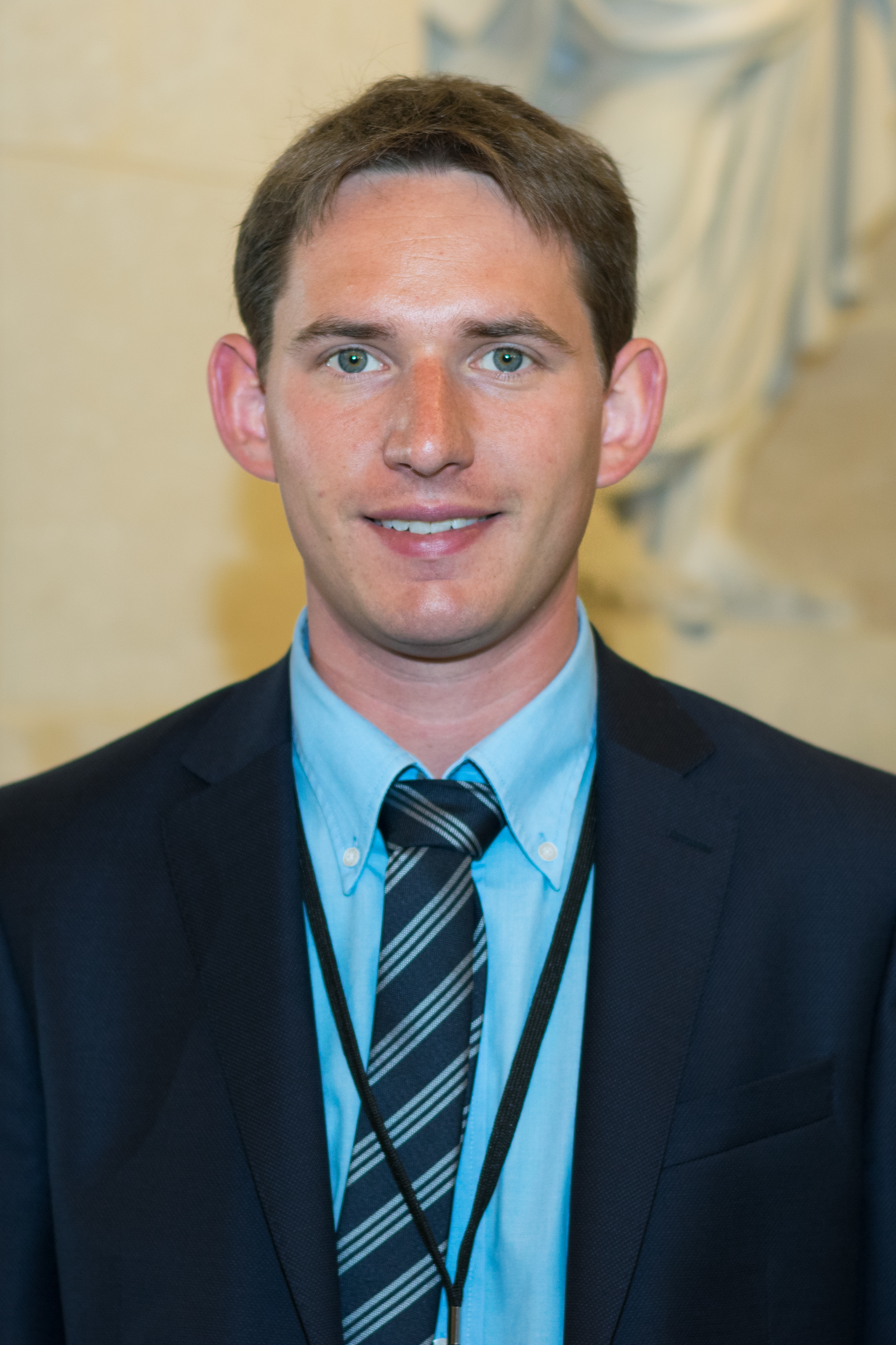
Raphaël Schellenberger (2017)

Raphaël Schellenberger (* 14. Februar 1990 in Mulhouse) ist ein französischer Politiker der Partei Les Républicains (bis 2015: Union pour un mouvement populaire). Er ist seit 2017 Mitglied der französischen Nationalversammlung.

## Leben
Im Jahr 2008 wurde er Mitglied der Partei Les Républicains und war von 2014 bis 2017 Bürgermeister von Wattwiller. Er gewann 2014 die Kommunalwahl in Wattwiller und wurde 2015 als Vertreter des Kantons Cernay in den Départementrat des Départements Haut-Rhin gewählt. Im Juni 2017 gewann er in der zweiten Runde die Parlamentswahlen im vierten Wahlkreis des Départements Haut-Rhin. Seit März 2019 ist er Mitglied der Deutsch-Französischen Parlamentarischen Versammlung. Seit 2021 vertritt er den Kanton Cernay in der Europäischen Gebietskörperschaft Elsass. 